# الکساندر ژولین
الکساندر ژولین (انگلیسی: Alexander Zhulin؛ زادهٔ ۲۰ ژوئیهٔ ۱۹۶۳) اسکیت‌باز نمایشی، و رقصنده روی یخ اهل روسیه است.
وی همچنین برندهٔ جوایزی همچون نشان دوستی شده‌است.